# Methylkautschuk
Methylkautschuk ist ein Polymerisat aus 2,3-Dimethylbutadien (Methylisopren), dessen industrielle Herstellung 1909 von Fritz Hofmann patentiert wurde. Vorher hatte schon Iwan Lawrentjewitsch Kondakow die Verbindung entdeckt, ohne ihre Bedeutung zu erkennen.
Die Herstellung erfolgte seit 1912 aus Dimethylbutadien in einer drei bis fünf Monate dauernden Polymerisation bei 30 bzw. 70 °C unter Druck. Die Monomere wurden bei der sogenannten Kaltpolymersation in Blechdosen eingelötet bzw. bei der Warmpolymersation in Stahlkesseln.
Obwohl sich die Synthese des Methylkautschuks im Vergleich zu Naturkautschuk als unrentabel herausstellte, wurde dieser während des Ersten Weltkrieges von den Farbfabriken Bayer (Leverkusen) hergestellt, da das Deutsche Kaiserreich von Naturkautschukimporten abgeschnitten war. Während des Ersten Weltkrieges produzierten die Werke etwa 2.400 Tonnen. Im Vergleich hierzu wurden im ersten Halbjahr 1913 10.600 Tonnen Naturkautschuk nach Deutschland importiert. Der Methylkautschuk hat annehmbare Hartgummi-, aber schlechte Weichgummieigenschaften. Aufgrund dieser schlechten Eigenschaften und des etwa zehnmal so hohen Preis wurde die Produktion nach dem Ersten Weltkrieg eingestellt. Künstlicher Kautschuk wurde zu Beginn der 1930er Jahre durch das wichtige Buna-Verfahren hergestellt.

Das Monomer, 2,3-Dimethylbutadien